# Spoorlijn Somain - Halluin
De spoorlijn Somain - Halluin was een Franse spoorlijn die Somain via Orchies en Tourcoing met Halluin verbond en aldaar aansloot op de Belgische spoorlijn 65. De lijn was 47,4 km lang en had als lijnnummer 268 000.

## Geschiedenis
De lijn werd aangelegd door de Compagnie des chemins de fer du Nord-Est en in verschillende gedeeltes geopend. Van Somain tot Orchies op 24 december 1874, van Orchies tot Tourcoing op 15 mei 1878 en van Tourcoing tot Halluin op 6 oktober 1879. Tussen Somain en Orchies en Ascq en Tourcoing is het reizigersverkeer opgeheven in 1939. Tussen Tourcoing en Halluin was er nog personenvervoer tot 1970. Tussen Ascq en Orchies was er reizigersverkeer, in 2015 is dit opgeheven wegens de slechte staat van het spoor.
De gedeeltes tussen Somain en Orchies, Ascq en Roubaix-Wattrelos en Tourcoing en Halluin zijn opgebroken.

## Spoorfietspad (voie verte)
Verschillende segmenten zijn of worden aangelegd als voie verte (een weg exclusief voor zachte weggebruikers zoals fietsers en voetgangers), Dit is het geval met het gedeelte Fenain - Orchies. De vroegere stations op dit stuk (Fenain, Marchiennes en Beuvry-les-Orchies) zijn bewoond of worden gerenoveerd.
Ook het gedeelte vanaf het voormalige station Roubaix-Wattrelos tot Lannoy is aangelegd als voie verte tot aan het meer van Héron, als deel van de toekomstige fietsroute Parijs-Roubaix.

## Aansluitingen
In de volgende plaatsen is of was er een aansluiting op de volgende spoorlijnen:
Somain
RFN 250 000, spoorlijn tussen Busigny en Somain
RFN 258 000, spoorlijn tussen Aubigny-au-Bac en Somain
RFN 262 000, spoorlijn tussen Douai en Blanc-Misseron
lijn tussen Somain en Sin-le-Noble
lijn tussen Somain en Vieux-Condé
lijn tussen Somain en Waziers
Orchies
RFN 267 000, spoorlijn tussen Fives en Hirson
RFN 264 000, spoorlijn tussen Pont-de-la-Deûle en Bachy-Mouchin
Nomain-Ouvignies
RFN 264 000, spoorlijn tussen Pont-de-la-Deûle en Bachy-Mouchin
Roubaix-Wattrelos
RFN 271 000, spoorlijn tussen Roubaix-Wattrelos en Wattrelos
Tourcoing
RFN 268 301, raccordement van Roubaix
RFN 278 000, spoorlijn tussen Fives en Moeskroen (grens)
Halluin grens
Spoorlijn 65 tussen Roeselare en Menen